# Old Man (film 2022)
Old Man è un film del 2022 diretto da Lucky McKee.
Pellicola di produzione statunitense sceneggiata da Joel Veach. L'opera presenta gli attore Stephen Lang e Marc Senter nelle vesti di co-protagonisti.

## Trama
Un uomo anziano che vive solo in una baita inveisce contro il suo cane, reo di essere scomparso, e lo minaccia di morte. Proprio in quel momento, un escursionista che si è perso bussa alla sua porta: l'uomo finisce per sequestrarlo e, con la minaccia di un fucile, inizia a fargli numerose domande. Dapprima il ragazzo è terrorizzato, soprattutto dopo il racconto di una tortura a cui l'anziano ha sottoposto un venditore di bibbie che aveva bussato tempo prima alla sua porta, tuttavia a poco a poco il ragazzo inizia a sentirsi a suo agio ed entrambi rivelano all'altro tutti i dettagli sulle rispettive vite, che risultano terribilmente simili fra di loro. Entrambi hanno una moglie con cui hanno terribilmente litigato, entrambi sono scappati verso la montagna dopo questa occasione.
Le loro vicende sono così simili che i due iniziano a completarsi le frasi a vicenda e, dopo la grande ostilità iniziale, decidono di continuare a vivere insieme per il resto dei loro giorni. Proprio in questo momento, tuttavia, il ragazzo scompare e viene sostituito da Rascal, il cane scomparso che ha tuttavia assunto un aspetto umano. Rascal gli rivela come lui sia solo un pazzo con allucinazioni, che il ragazzo non era altri che lui da giovane, e lo costringe ad affrontare per l'ennesima volta la gravità delle sue azioni: nulla che lui afferma sulla sua vita è realmente successo, sono soltanto vicende che racconta per mascherare l'omicidio di sua moglie e del suo amante che ha compiuto prima di diventare un latitante e di isolarsi nei boschi. A questo punto, l'uomo assume una sostanza e si addormenta.

## Produzione
Le riprese si sono svolte nella città di Newburg a partire dal 20 gennaio 2021 fino al 10 marzo dello stesso anno.

## Distribuzione
Il film è stato pubblicato nel mercato on demand, e per alcuni giorni nel circuito cinematografico, a partire dal novembre 2022.

## Accoglienza

### Incassi
Il film ha incassato 409.315 dollari al botteghino.

### Critica
Sull'aggregatore Rotten Tomatoes il film riceve il 62% delle recensioni professionali positive con un voto medio di 5,6 su 10 basato su 29 critiche, mentre su Metacritic ottiene un punteggio di 56 su 100 basato su 8 critiche.